# Alcis ocellea
Alcis ocellea là một loài bướm đêm trong họ Geometridae.